# Pekár Dezső
Pekár Dezső (Arad, 1873. november 17. – Budapest, 1953. július 3.) geofizikus, Eötvös Loránd torziós ingájának továbbfejlesztője, Pekár Károly (1869–1911) filozófus és Pekár Mihály (1871–1942) orvos testvére.

## Élete
Pekár Károly és Horváth Anna fia. Felsőfokú tanulmányait a Budapesti Tudományegyetemen folytatta. 1893 és 1895 között Than Károly I. számú Chémiai Intézetében gyakornokoskodott, ahol a kapillaritás problémájának vizsgálata során a folyadékok felületi feszültségére vonatkozó Eötvös-törvényt az oldatokra is igyekezett kiterjeszteni. A méréseket Eötvös Loránd módszerével végezte, aki 1895-ben meghívta tanársegédjének.
Eötvös mellett Tangl Károllyal együtt részt vett az Eötvös-ingával végzett gravitációs kutatásokban. Steiner Lajossal a Fruska Gora földtani felépítését vizsgálták (1901), Eötvössel és Steinerrel 1903-ban a befagyott Balatonon végzett gravitációs és mágneses méréseket. 1903–1909 között dél-magyarországi vidékeken, 1910-ben Tirolban, 1911-ben a Kecskemét környéki földrengés területén, majd 1912 és 1914 között a kissármási fúrásokkal feltárt földgázmező behatárolására az Erdélyi-medencében és a Maros völgyében folytattak gravitációs és mágneses kutatásokat. Olajat kerestek 1914-ben Szatmárnémetiben 1915–1916-ban Egbell környékén. Földgázt kutattak a Hortobágy vidékén, majd Újvidék és Titel körül.
Eötvös Loránd halála (1919) után a hazai geofizikai méréseket Pekár irányította mint főgeofizikus, majd miniszteri tanácsos. Az általa vezetett Geofizikai Intézet az első világháború után egyre nagyobb hírnévre tett szert, mérési módszereiket tanfolyamokon oktatták külföldieknek is. Pekár 1923 és 1926 között több ízben kutatott Indiában torziós ingával olajlelőhely után, majd 1927-ben a francia Limagne-síkságon. Utazásainak tapasztalatait is felhasználva megalkotta a nehéz terepen is jól szállítható, kisebb méretű Eötvös–Pekár-ingát. 1934 júniusában nyugállományba helyezték.